# Rambla de Badal
El Rambla de Badal és un carrer del barri de Sants de Barcelona obert l'any 1885 pels germans Badal segons un pla d'urbanització de la zona compresa entre la via del tren i la carretera de la Bordeta (al barri de La Bordeta). Posteriorment, l'any 1914 l'ajuntament de Barcelona va promoure la construcció del tram de carrer comprès entre la via del tren i la carretera de Sants fins a la plaça que es coneixia com a plaça de Víctor Balaguer, projectant un carrer de 18 metres d'ample amb una filera d'arbres a cada banda. Finalment, l'any 1970 el carrer es va ampliar per tal d'encabir-hi el primer cinturó de ronda, un tram soterrat que pretenia facilitar la mobilitat de vehicles.